# Patrick Sercu
Patrick Sercu   (Roeselare, 27 de juny de 1944 - Roeselare, 19 d'abril de 2019) fou un ciclista belga, professional entre 1965 i 1983. Com a ciclista amateur va guanyar la medalla d'or als Jocs Olímpics de Tòquio de 1964 en la prova del Quilòmetre contrarellotge.
Fou un gran especialista del ciclisme en pista, havent guanyat 88 de les 223 curses de sis dies disputades, sent el ciclista que més n'ha guanyat. Moltes d'aquestes curses les va guanyar en companyia amb Eddy Merckx. El 1967 i 1969 es proclamà campió del món de la modalitat d'esprint. Guanyà 18 campionats d'Europa i 30 de Bèlgica, especialment en les modalitats de madison i omnium, de les quals en fou el gran dominador durant més de 10 anys.
En carretera destaquen 13 etapes al Giro d'Itàlia i 6 al Tour de França. En la cursa francesa també guanyà el mallot verd de la classificació per punts el 1974.
Era fill del també ciclista Albert Sercu.

## Palmarès

### Palmarès en carretera
- 1968
  - 1r al Circuit de Flandes Central
- 1969
  - Vencedor d'una etapa de la Tirrena-Adriàtica
- 1970
  - 1r al Giro de Sardenya i vencedor d'una etapa
  - Vencedor d'una etapa al Giro d'Itàlia
  - Vencedor d'una etapa de la Tirrena-Adriàtica
- 1971
  - 1r al Gran Premi de Roulers
  - Vencedor de 2 etapes al Giro d'Itàlia
  - Vencedor d'una etapa al Giro de Sardenya
  - Vencedor d'una etapa al Tour de Romandia
- 1972
  - 1r al Campionat de Flandes
  - 1r al Circuit de Houtland
  - Vencedor d'una etapa de la Tirrena-Adriàtica
  - Vencedor d'una etapa al Giro de Sardenya
- 1973
  - 1r a l'Elfstedenronde
  - Vencedor d'una etapa al Giro d'Itàlia
- 1974
  - 1r a la Brussel·les-Ingooigem
  - 1r al Circuit de les Ardenes flamenques - Ichtegem
  - 1r a la Fletxa costanera
  - Vencedor de 3 etapes al Tour de França i  1r de la Classificació per punts
  - Vencedor de 3 etapes al Giro d'Itàlia
  - Vencedor de 3 etapes al Giro de Sardenya
- 1975
  - 1r al Circuit de les Ardenes flamenques - Ichtegem
  - 1r al Circuit de Dunkerque
  - Vencedor de 3 etapes al Giro d'Itàlia
  - Vencedor de 2 etapes al Tour de Romandia
  - Vencedor d'una etapa de la Tirrena-Adriàtica
  - Vencedor d'una etapa al Giro de Sardenya
- 1976
  - Vencedor de 3 etapes al Giro d'Itàlia
  - Vencedor d'una etapa al Giro de Sardenya
- 1977
  - 1r a la Kuurne-Brussel·les-Kuurne
  - Vencedor de 3 etapes al Tour de França
  - Vencedor de 4 etapes a la Dauphiné Libéré
  - Vencedor de 2 etapes a la París-Niça
  - Vencedor de 2 etapes del Tour del Mediterrani
  - Vencedor de 2 etapes al Giro de Sardenya
- 1978
  - Vencedor d'una etapa de la Volta a Bèlgica
- 1979
  - Vencedor d'una etapa de la Volta a Alemanya

#### Resultats al Giro d'Itàlia
- 1970. 90è de la classificació general. Vencedor d'una etapa
- 1971. 69è de la classificació general. Vencedor de 2 etapes
- 1972. Abandona
- 1973. 97è de la classificació general. Vencedor d'una etapa
- 1974. Abandona. Vencedor de 3 etapes
- 1975. 67è de la classificació general. Vencedor de 3 etapes
- 1976. Abandona. Vencedor de 3 etapes

#### Resultats al Tour de França
- 1974. 89è de la classificació general. Vencedor de 3 etapes. Porta el mallot groc durant 1 etapa.  1r de la Classificació per punts
- 1977. Abandona (17a etapa). Vencedor de 3 etapes

### Palmarès en pista
| - 1962 - Campió de Bèlgica de Velocitat amateur - Campió de Bèlgica de Madison amateur (amb Romain De Loof) - 1963 - Campió del món de velocitat individual amateur - Campió de Bèlgica de Velocitat amateur - Campió de Bèlgica de Madison amateur (amb Romain De Loof) - Campió de Bèlgica d'Òmnium amateur - 1964 - Medalla d'or al Jocs Olímpics de Tòquio en Kilòmetre contrarellotge - Campió de Bèlgica de Velocitat amateur - Campió de Bèlgica de Madison amateur (amb Eddy Merckx) - Campió de Bèlgica d'Òmnium amateur - 1965 - Campió d'Europa en Òmnium Endurance - Campió de Bèlgica de Velocitat amateur - Campió de Bèlgica de Madison amateur (amb Eddy Merckx) - Campió de Bèlgica d'Òmnium amateur - 1r als Sis dies de Gant (amb Eddy Merckx) - 1966 - Campió de Bèlgica de Madison (amb Eddy Merckx) - Campió de Bèlgica d'Òmnium - 1r als Sis dies de Frankfurt (amb Klaus Bugdahl) - 1967 - Campió del món de velocitat individual - Campió d'Europa en Òmnium Endurance - Campió de Bèlgica de Velocitat - Campió de Bèlgica de Madison (amb Eddy Merckx) - Campió de Bèlgica d'Òmnium - 1r als Sis dies de Charleroi (amb Ferdinand Bracke) - 1r als Sis dies de Colònia (amb Klaus Bugdahl) - 1r als Sis dies de Gant (amb Eddy Merckx) - 1r als Sis dies de Mont-real (amb Emile Severeyns) - 1r als Sis dies de Münster (amb Klaus Bugdahl) - 1968 - Campió d'Europa de Madison (amb Peter Post) - Campió d'Europa en Òmnium Endurance - Campió de Bèlgica de Velocitat - Campió de Bèlgica de Madison (amb Eddy Merckx) - Campió de Bèlgica d'Òmnium - 1r als Sis dies de Dortmund (amb Rudi Altig) - 1r als Sis dies de Frankfurt (amb Rudi Altig) - 1r als Sis dies de Londres (amb Peter Post) - 1r als Sis dies de Rotterdam (amb Peter Post) - 1969 - Campió del món de velocitat individual - Campió d'Europa de Madison (amb Eddy Merckx) - Campió d'Europa en Òmnium Endurance - Campió de Bèlgica de Velocitat - Campió de Bèlgica de Madison (amb Rik Van Looy) - 1r als Sis dies d'Anvers (amb Peter Post i Rik Van Looy) - 1r als Sis dies de Bremen (amb Peter Post) - 1r als Sis dies de Charleroi (amb Norbert Seeuws) - 1r als Sis dies de Dortmund (amb Peter Post) - 1r als Sis dies de Frankfurt (amb Peter Post) - 1r als Sis dies de Londres (amb Peter Post) - 1970 - Campió d'Europa en Òmnium Endurance - Campió de Bèlgica de Madison (amb Norbert Seeuws) - 1r als Sis dies de Bremen (amb Peter Post) - 1r als Sis dies de Colònia (amb Peter Post) - 1r als Sis dies de Gant (amb Jean-Pierre Monseré) - 1r als Sis dies de Londres (amb Peter Post) - 1971 - Campió d'Europa en Òmnium Endurance - Campió de Bèlgica d'Òmnium - Campió de Bèlgica de Madison (amb Jean-Pierre Monseré) - 1r als Sis dies de Berlín (amb Peter Post) - 1r als Sis dies de Frankfurt (amb Peter Post) - 1r als Sis dies de Gant (amb Roger De Vlaeminck) - 1r als Sis dies de Londres (amb Peter Post) - 1r als Sis dies de Rotterdam (amb Peter Post) - 1972 - Campió d'Europa en Òmnium Endurance - Campió de Bèlgica d'Òmnium - Campió de Bèlgica de Madison (amb Roger De Vlaeminck) - 1r als Sis dies de Dortmund (amb Alain Van Lancker) - 1r als Sis dies de Gant (amb Julien Stevens) - 1r als Sis dies de Londres (amb Tony Gowland) - 1973 - Campió d'Europa en Òmnium Endurance - Campió de Bèlgica de Madison (amb Julien Stevens) - 1r als Sis dies de Colònia (amb Alain Van Lancker) - 1r als Sis dies de Dortmund (amb Eddy Merckx) - 1r als Sis dies de Gant (amb Graeme Gilmore) - 1r als Sis dies de Grenoble (amb Eddy Merckx) - 1r als Sis dies de Milà (amb Julien Stevens) | - 1974 - Campió d'Europa de Madison (amb René Pijnen) - Campió de Bèlgica de Madison (amb Eddy Merckx) - Campió de Bèlgica d'Òmnium - 1r als Sis dies d'Anvers (amb Eddy Merckx) - 1r als Sis dies de Dortmund (amb René Pijnen) - 1r als Sis dies de Londres (amb René Pijnen) - 1975 - Campió de Bèlgica de Madison (amb Eddy Merckx) - Campió de Bèlgica d'Òmnium - 1r als Sis dies d'Anvers (amb Eddy Merckx) - 1r als Sis dies de Berlín (amb Dietrich Thurau) - 1r als Sis dies de Bremen (amb René Pijnen) - 1r als Sis dies de Gant (amb Eddy Merckx) - 1r als Sis dies de Grenoble (amb Eddy Merckx) - 1r als Sis dies de Zuric (amb Günter Haritz) - 1976 - Campió d'Europa en Òmnium Endurance - Campió de Bèlgica de Madison (amb Eddy Merckx) - Campió de Bèlgica d'Òmnium - Campió de Bèlgica de Derny - 1r als Sis dies d'Anvers (amb Eddy Merckx) - 1r als Sis dies de Dortmund (amb Freddy Maertens) - 1r als Sis dies de Maastricht (amb Graeme Gilmore) - 1r als Sis dies de Milà (amb Francesco Moser) - 1r als Sis dies de Rotterdam (amb Eddy Merckx) - 1977 - Campió d'Europa de Madison (amb Eddy Merckx) - Campió d'Europa en Òmnium Endurance - Campió d'Europa de derny - Campió de Bèlgica de Madison (amb Ferdi Van Den Haute) - Campió de Bèlgica d'Òmnium - 1r als Sis dies d'Anvers (amb Freddy Maertens) - 1r als Sis dies de Berlín (amb Eddy Merckx) - 1r als Sis dies de Copenhaguen (amb Ole Ritter) - 1r als Sis dies de Gant (amb Eddy Merckx) - 1r als Sis dies de Londres (amb René Pijnen) - 1r als Sis dies de Maastricht (amb Eddy Merckx) - 1r als Sis dies de Múnic (amb Eddy Merckx) - 1r als Sis dies de Zuric (amb Eddy Merckx) - 1978 - Campió d'Europa de Madison (amb Gregor Braun) - Campió de Bèlgica d'Òmnium - 1r als Sis dies de Berlín (amb Dietrich Thurau) - 1r als Sis dies de Frankfurt (amb Dietrich Thurau) - 1r als Sis dies de Gant (amb Gerrie Knetemann) - 1r als Sis dies de Grenoble (amb Dietrich Thurau) - 1r als Sis dies de Múnic (amb Gregor Braun) - 1979 - Campió de Bèlgica d'Òmnium - 1r als Sis dies de Berlín (amb Dietrich Thurau) - 1r als Sis dies de Colònia (amb Gregor Braun) - 1r als Sis dies de Dortmund (amb Dietrich Thurau) - 1r als Sis dies de Londres (amb Albert Fritz) - 1r als Sis dies de Múnic (amb Dietrich Thurau) - 1r als Sis dies de Rotterdam (amb Albert Fritz) - 1r als Sis dies de Zuric (amb Albert Fritz) - 1r als Sis dies de Hannover (amb Albert Fritz) - 1980 - Campió d'Europa en Òmnium Endurance - 1r als Sis dies de Berlín (amb Gregor Braun) - 1r als Sis dies de Bremen (amb Albert Fritz) - 1r als Sis dies de Copenhaguen (amb Albert Fritz) - 1r als Sis dies de Dortmund (amb Gregor Braun) - 1r als Sis dies de Gant (amb Albert Fritz) - 1r als Sis dies de Herning (amb Gert Frank) - 1r als Sis dies de Milà (amb Giuseppe Saronni) - 1981 - 1r als Sis dies de Colònia (amb Albert Fritz) - 1r als Sis dies de Copenhaguen (amb Albert Fritz) - 1r als Sis dies de Gant (amb Gert Frank) - 1r als Sis dies de Grenoble (amb Urs Freuler) - 1r als Sis dies de Milà (amb Francesco Moser) - 1982 - Campió d'Europa de Madison (amb René Pijnen) - Campió de Bèlgica d'Òmnium - 1r als Sis dies de Berlín (amb Maurizio Bidinost) - 1r als Sis dies d'Anvers (amb Roger De Vlaeminck) - 1r als Sis dies de Copenhaguen (amb René Pijnen) - 1r als Sis dies de Múnic (amb René Pijnen) - 1r als Sis dies de Rotterdam (amb René Pijnen) - 1983 - 1r als Sis dies de Rotterdam (amb René Pijnen) - 1r als Sis dies de Copenhaguen (amb Gert Frank) |